# Xã Minnehaha, Quận Bowman, Bắc Dakota
Xã Minnehaha (tiếng Anh: Minnehaha Township) là một xã thuộc quận Bowman, tiểu bang Bắc Dakota, Hoa Kỳ. Năm 2010, dân số của xã này là 24 người.